# Kettennieter
Ein Kettennieter (auch Kettenwerkzeug) ist ein Werkzeug, mit dem Fahrradketten ohne Kettenschloss geöffnet und geschlossen werden. Der Name ist irreführend, weil nicht genietet wird; die Werkzeuge schieben nur den Kettenbolzen in die Kette hinein oder aus ihr heraus. Es gibt auf dem Markt nur ein Werkzeug, das Ketten wirklich vernietet; das ist der Rohloff Revolver des Herstellers Rohloff, mit dem Schaltungsketten der Größe 1/2" × 3/32" bearbeitet werden.
Es gibt viele verschiedene Bauformen, auch sehr kleine Werkzeuge für Reparaturen unterwegs (Multifunktionswerkzeug). Einige hochwertige Modelle haben einen auswechselbaren Nietstift, da sich dieser bei unsachgemäßem Gebrauch leicht verbiegt.
Wenn man eine Kette später wieder verwendet, empfiehlt es sich, den Bolzen nicht ganz herauszudrücken, sondern in der äußeren Lasche zu belassen.
Mit ungeeigneten Werkzeugen können leicht Montagefehler entstehen, wie z. B. die Beschädigung des Bolzensitzes in den Laschen oder unzureichender Bolzenüberstand. Dadurch kann die Kette reißen.
Früher wurden Schaltungsketten immer vernietet, weil die Fertigungstoleranzen vor einigen Jahrzehnten noch zu groß waren, um die Stifte nur einzuschieben. Dazu wurde das Fahrrad auf die Werkbank gelegt und mittels eines Stahlklotzes sowie Durchschläger und Körner geöffnet oder geschlossen.

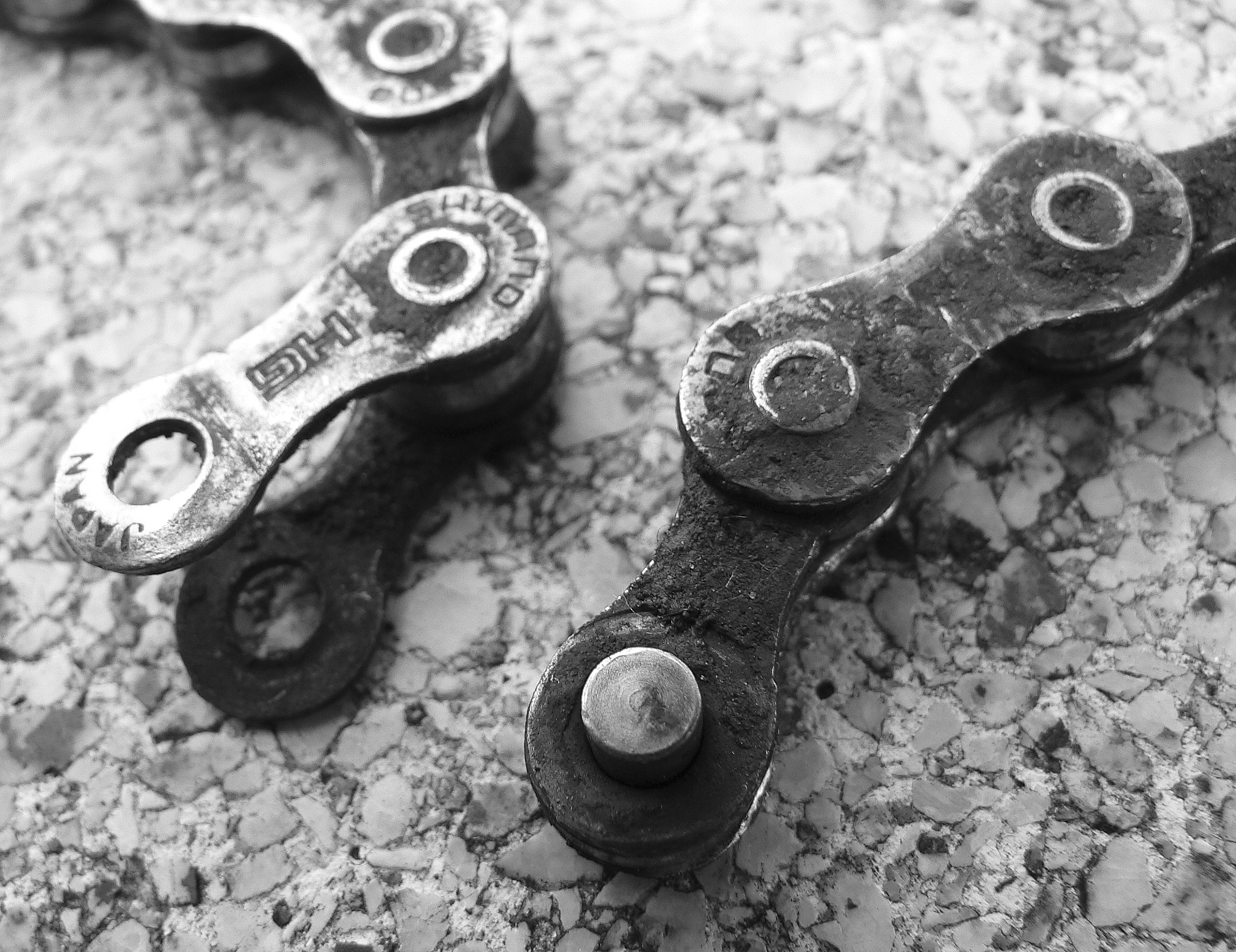
Offenes Glied einer Fahrradkette
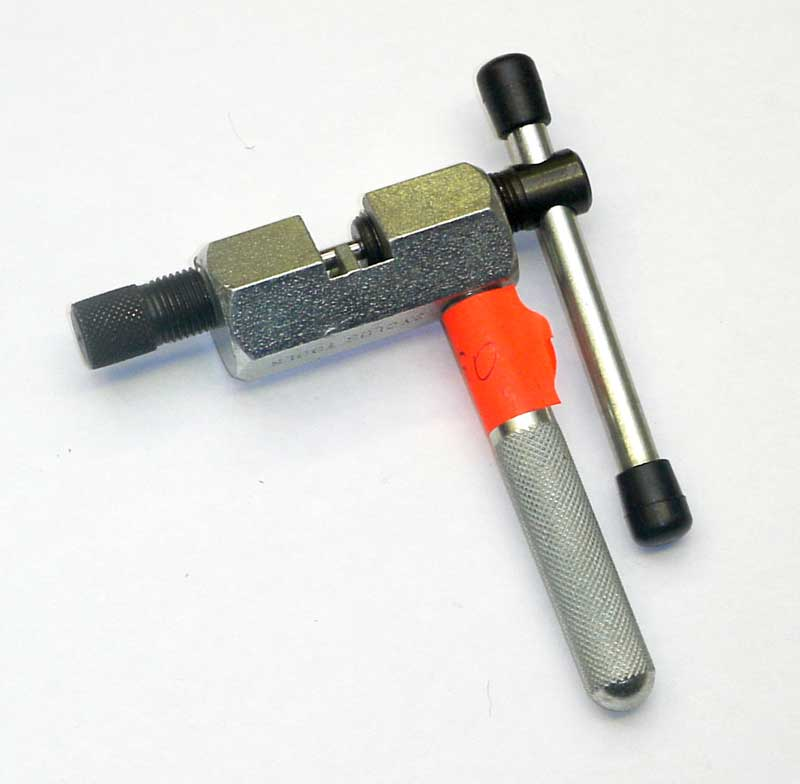
Kleines, günstiges Modell
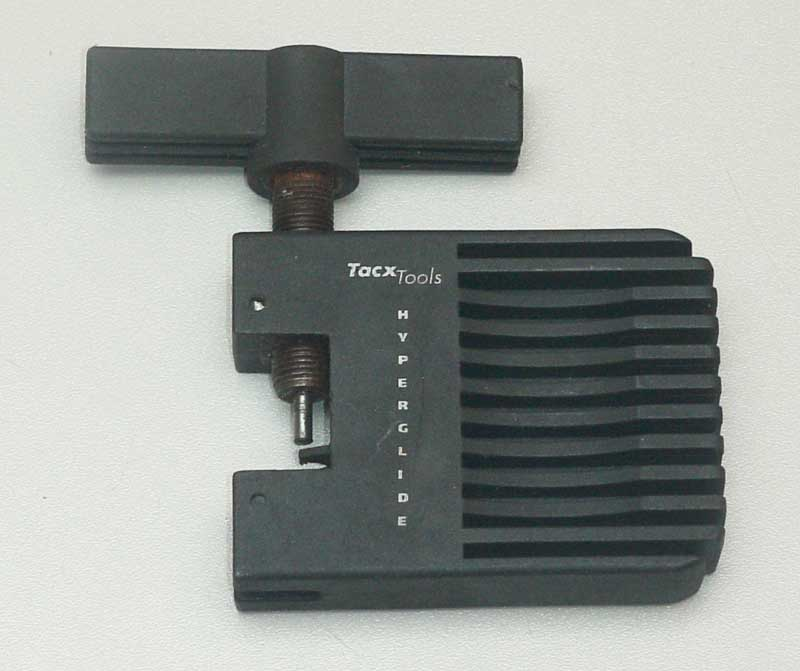
Modell mit etwas besserer Handhabbarkeit
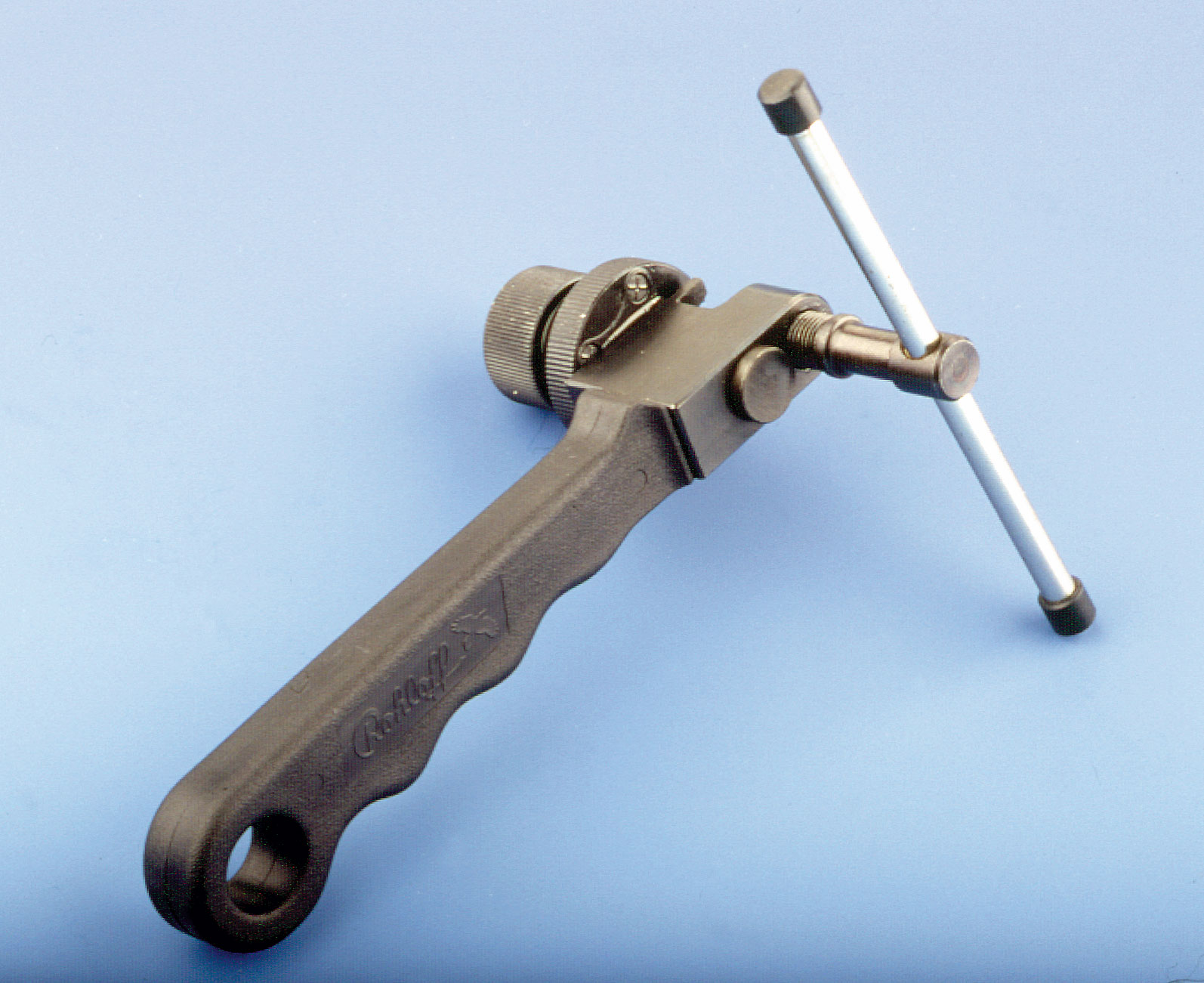
Rohloff Revolver
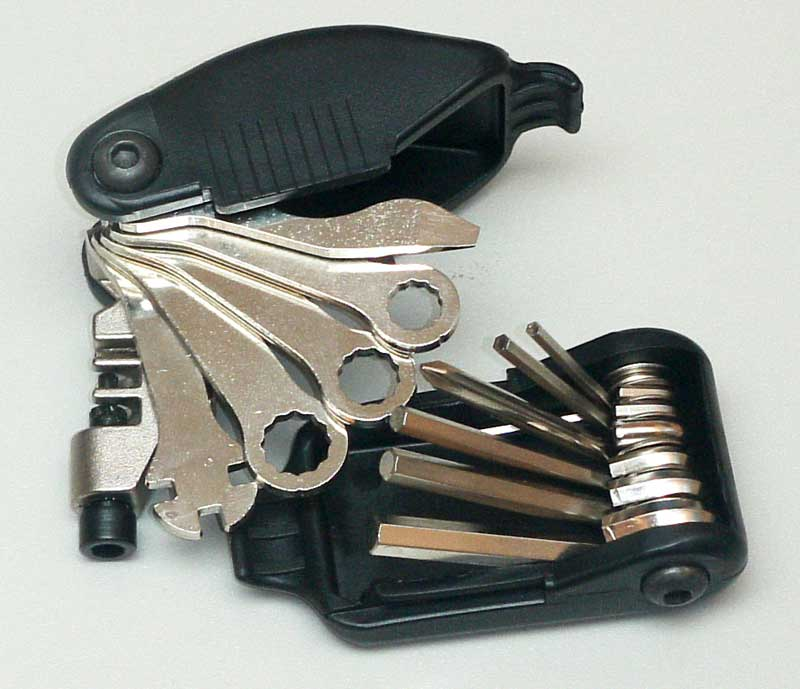
Kettennieter an einem Multifunktionswerkzeug
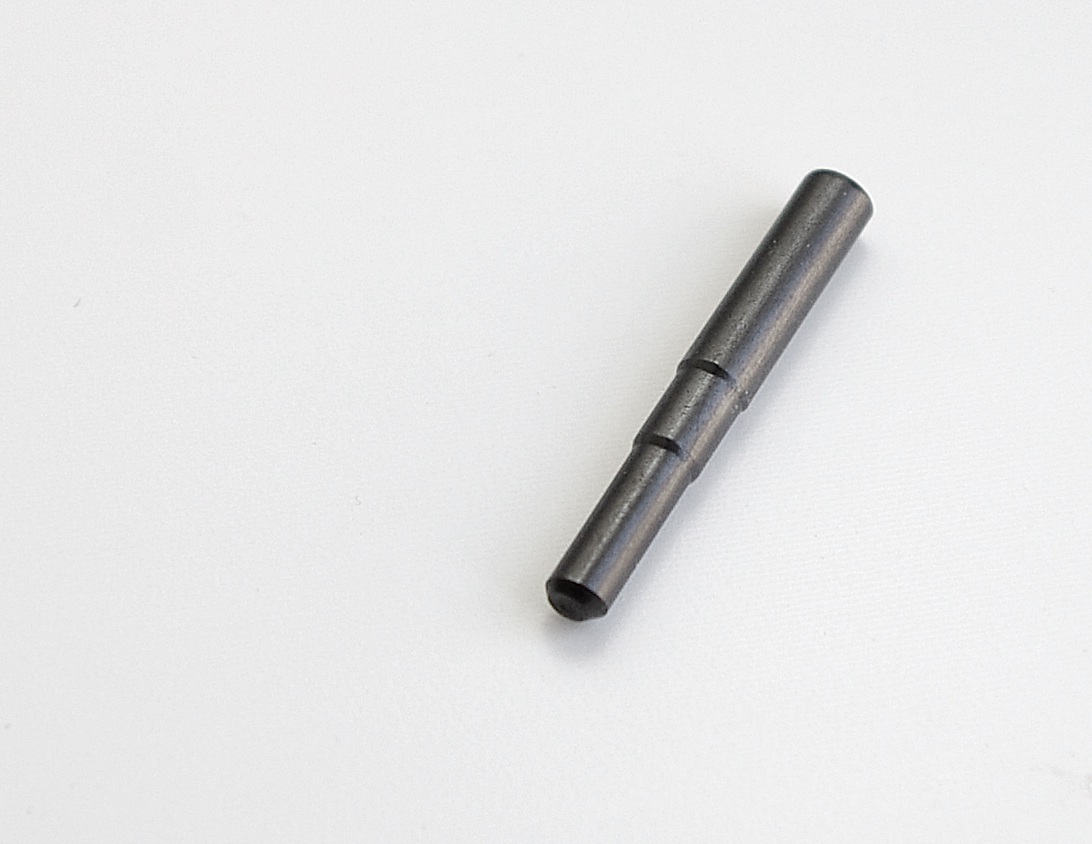
Ersatz-Kettenniet mit Sollbruchstelle